# Har (géorgien)
Cette page contient des caractères spéciaux ou non latins. S’ils s’affichent mal (▯, ?, etc.), consultez la page d’aide Unicode.
Har, (ჴარ en géorgien) est une lettre archaïque de l'alphabet géorgien.

## Représentation informatique
- Unicode[1] :
  - Asomtavruli Ⴤ : U+10C4
  - Mkhedruli et nuskhuri ჴ : U+10F4